# Ota Filip
Ota Filip (Ostrava, República Checa; 9 de marzo de 1930-Garmisch-Partenkirchen, Alemania; 2 de marzo de 2018) fue un novelista y periodista en lengua checa y alemana. Nacido en la antigua Checoslovaquia, residió en la localidad germana de Murnau am Staffelsee.

## Biografía
Ota Filip nació en Moravia-Silesia en el seno de una familia checo alemana.
Tras graduarse en la escuela secundaria, trabajó en el diario juvenil Mlada fronta, continuando luego su carrera como periodista en medios regionales.
En los períodos 1960-1968 y 1970-1974 ejerció diversas profesiones manuales, entre ellas minero y afilador.
Arrestado por motivos políticos, fue enviado a prisión, donde permaneció recluido durante dieciocho meses. En 1974 emigró a Alemania, donde ha vivido desde entonces, trabajando para la editorial Fischer Verlag hasta 1994.
Después de su exilio, Filip escribió muchas de sus novelas en lengua alemana.
Su obra en alemán fue galardonada con el Premio Adelbert von Chamisso, premio literario que se otorga a obras escritas en alemán cuyo autor tenga como lengua vernácula otro idioma. En 2012, Ota Filip recibió la Medalla al Mérito de la República Checa.

## Obra
La literatura de Filip en checo se centra en los libros escritos por el autor entre finales de los 60 y comienzos de los 70.
En concreto, su ópera prima, El café de la calle del cementerio (Cesta k hřbitovu, 1968), refiere las reflexiones de un joven sobre los sucesos acaecidos en Ostrava y en el norte de Moravia al concluir la Segunda Guerra Mundial. Parcialmente autobiográfica, ha sido comparada con Zbabělci, obra de su compatriota Josef Škvorecký. Publicada en la época previa a la censura, la novela ha significado —no en el momento de su publicación debido a la censura, sino a posteriori— un acontecimiento en la historia de la literatura checa.
No obstante, la novela de Filip más aclamada fue Nanebevzetí Lojzy Lapáčka (1974), primera novela escrita en el exilio.
Su planteamiento desde un punto de vista no convencional —prácticamente épico— observa los habitantes del norte de Moravia durante varias décadas, llegando hasta 1968.
La novela se caracteriza por la distancia irónica que establece el narrador al describir las aventuras del protagonista y de la sociedad en general; dicho acercamiento irónico fue también utilizado por el autor en posteriores trabajos como Poskvrněné početí (1976).
Café Slavia (1985), obra escrita y publicada en la República Federal Alemana, apareció en Checoslovaquia como «samizdat», no siendo publicada allí hasta 1993.
Fue acogida muy positivamente, fundamentalmente por la crítica que el autor hace sobre la vida y el progreso social.
Filip volvió de nuevo al idioma checo en trabajos posteriores como Sedmý život (2000) y 77 obrázkůz ruského domu (2005); esta última novela está vagamente basada en Vasili Kandinski, quien en los primeros años del siglo XX realizó una corta estancia en la región de Alemania donde residió Filip.

## Obras

### Novelas en checo
- El café de la calle del cementerio (Cesta ke hřbitovu) (1968)
- Nanebevstoupení Lojzka Lapáčka ze Slezské Ostravy (1974)
- Poskvrněné početí (1976)
- Sedmý životopis  (2000)
- Sousedé a ti ostatní (2003)
- 77 obrazů z ruského domu (2005)
- Osmý čili nedokončený životopis (2007)
- Tři škaredé středy (2012)

### Novelas en alemán
- Un loco para cada ciudad (Ein Narr für jede Stadt) (1969)
- Die Himmelfahrt des Lojzek Lapáček aus Schlesisch Ostrau  (1973)
- Zweikämpfe  (1975)
- Maiandacht (1977)
- Wallenstein und Lukretia (1978)
- Die Sehnsucht nach Procida  (1979)
- Großvater und die Kanone (1981)
- Café Slavia (1985)
- Die Sehnsucht nach Procida (1988)
- Das andere Weihnachten (2004)